# Manon Bernard (actrice)
Pour les articles homonymes, voir Bernard et Manon Bernard.
Manon Bernard est une actrice québécoise principalement connue pour son rôle de Colette Jarry dans le téléroman Rue des Pignons.    Elle interprétera également le rôle de Colette Jarry dans l'épisode de Moi et l'autre: « La Boxe » ou « La partie de boxe », diffusé mardi 12 mars 1968, à 21:30.
Elle a été l'épouse du poète Raymond Lévesque.

## Source
- La femme de Raymond Lévesque dans "Rue des Pignons",  texte non signé, Télé-Radiomonde, 17 février 1968, page 7.